# Lonchaea scutellaris
Lonchaea scutellaris är en tvåvingeart som beskrevs av Camillo Rondani 1874. Lonchaea scutellaris ingår i släktet Lonchaea och familjen stjärtflugor. Arten är reproducerande i Sverige. Inga underarter finns listade i Catalogue of Life.